# سفارة ألبانيا في لندن
سفارة ألبانيا في لندن هي البعثة الدبلوماسية لألبانيا في المملكة المتحدة.
تم تنظيم احتجاج خارج السفارة في عام 2013 بعد اقتراح تدمير الأسلحة الكيميائية لسوريا في ألبانيا.

## معرض صور

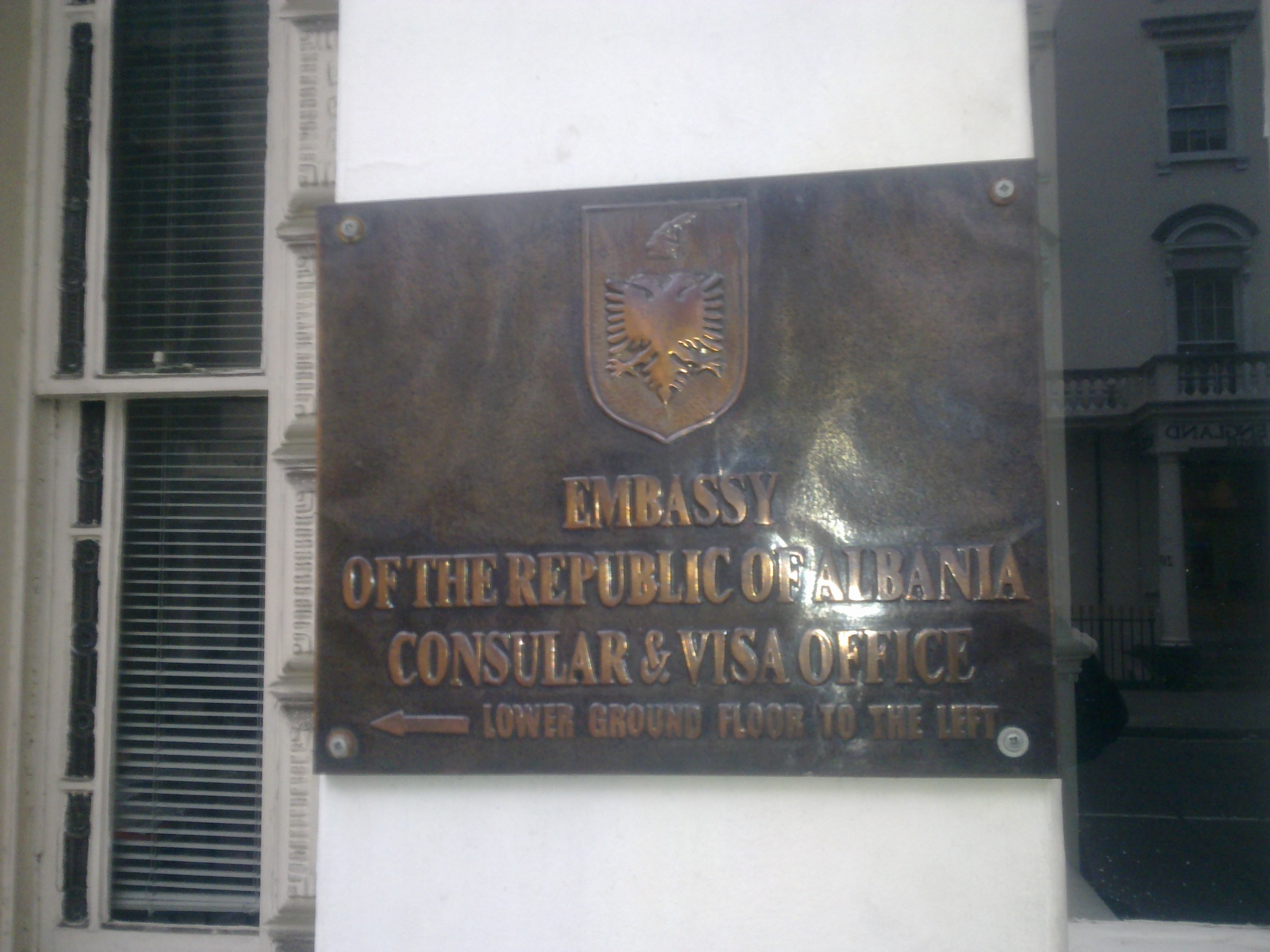
لوحة خارج السفارة تصور شعار ألبانيا
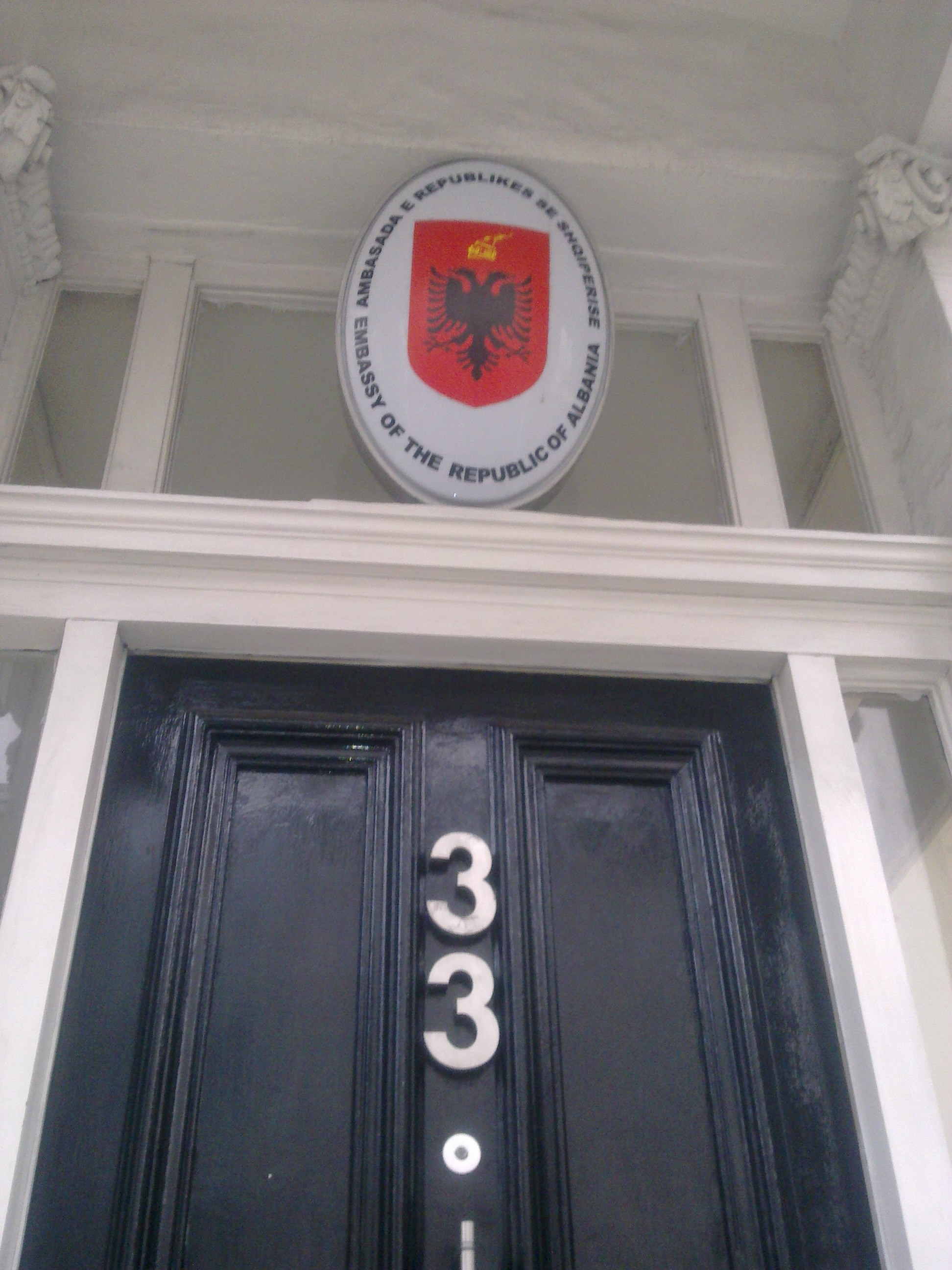
لوحة فوق المدخل باللغتين الألبانية والإنجليزية

## أنظر أيضا
- قائمة البعثات الدبلوماسية في لندن
- العلاقات بين ألبانيا والمملكة المتحدة

## روابط خارجية
- موقع رسمي